# 정용선
정용선(鄭溶璿, 1883년 ~ 1928년)은 한국의 독립운동가이다.

## 생애
일제시대 경성형무소(현 서대문형무소)에서 옥사한 독립투사. 정용선의 행적에 대해 구여순이 1919년 2월 28일 동생 은득(銀得)의 요청으로 3월 3일 상경하여 3·1운동에 참가하고 곧 〈독립선언서〉를 가지고 3월 12일 고향으로 돌아와, 동지 최정학(崔正學)·이우식(李祐植)·김봉연(金琫淵)·정용선(鄭溶璿) 등과 〈독립선언서〉와 태극기를 만들어 배포하고 14일 시위운동을 전개하였다는 사실이 문서에 남아있다. 하지만 결정적인 증명 서류가 없어 국가적인 유공자로 공인은 못 받은 상태이다. 그의 증손인 정병기(2010년 현재 53세)는“아버지와 친척 등의 증언을 종합하면 증조부인 정용선(1883년생) 선생은 1900년대 초부터 1916년까지 고향인 경북 봉화군을 중심으로 독립군 군자금 모금 활동을 했던 독립운동가가 확실하다”고 주장하고 있다. 정씨에 따르면 독립 자금을 모으기 위해 친일파의 집을 털고 일본 주재소를 습격하는 등 위험천만한 활동을 서슴지 않았다는 그의 증조부는 1916년 갑자기 자취를 감추었고 10년 가까이 지난 1928년 경성형무소에서 옥사했다는 통지서 한통만 날아왔다고 한다. 결정적인 증거로 그는“당시 반일 활동가를 가두던 경성형무소에서 장기복역하다 숨졌다는 것 자체가 증조부가 독립운동에 헌신하다 희생됐다는 것”이라고 말한다. 또 증조부로 인해 일제로부터 모진 탄압을 받자 이를 견디지 못한 일가친척들이 증조부 이름을 족보에서 파버렸고 증조부가 실종된 후 일제의 화가 미칠까 두려워한 가족들이 나서서 증조모를 개가시켰다는 사실은 독립운동을 했음을 뒷받침하는 명백한 ‘정황증거’라고 강조하고 있다. 실제 호적등본을 보면 증조모는 독립투사의 아내였던 것을 감추기 위해 본명인 ‘박열이’에서 ‘정열이’로 개명까지 했다. 그러나 일제가 만든 호적에 증조부가 경성형무소에서 병으로 사망했다는 기록 외엔 독립운동에 가담했다는 것을 증명할만한 서류는 남아있지 않다. 정병기는 증조부가 독립유공자임을 인증하기 위해 1993년 미국 의회도서관에 편지를 띄워 수형인 명부가 담겨 있을지도 모르는 마이크로필름 500장을 200달러를 주고 사오기도 했다. 일본 외무성에 수차례 서신을 띄우기도 했지만 결정적인 사료를 찾는 데는 실패했다. 2009년엔 국가를 상대로 행정소송까지 냈지만 결과는 마찬가지였다. 국가의 독립유공자 자격 인증에 대해 정병기는 “일제시대 형무소 수형인 기록을 지난 80년 12월 실수로 모두 불살라버렸던 정부가 이제 와서 독립운동으로 수감됐다는 걸 증명할 문서를 가져와야 독립유공자로 인정해준다고 하는 것은 어불성설”이라며 “더욱이 일본 외무성은 1995년까지 조선인 수형인 명부를 보관했지만 우리 정부는 단 한번도 그 서류를 요청한 적이 없다”고 하고 있다. 객관적인 인증을 위해 더더욱 증빙자료가 필요한 현실이다.

## 참고자료
- 내일신문, 내일의 희망을 전하는 정치경제일간지 내일신문, 광복 65주년인데 … 독립운동가 후손 정병기씨 35년째 고투, 고병수기자 byng8@naeil.com Copyright ⓒThe Naeil News. All rights reserved., 2010-08-13 오후 12:40:52 게재, 2010년[깨진 링크]